# 남대문로 지하배수로
남대문로 지하배수로(南大門路 地下排水路)는 을지로입구의 북쪽 남대문로9길과 10길 일부에서부터 한국은행 사거리까지의 남대문로 지하에 위치하고 있다. 2014년 7월 3일 서울특별시의 기념물 제39호로 지정되었다.

## 지정 사유
서울시의 근대화 과정 및 도시발달사를 상징하고, 근대 토목사의 발전단계를 보여주며, 전국적으로 희귀하게 유존하는 유산이라는 점에서 학술적‧기술적‧문화적 가치가 크다. 아울러 현재까지도 배수로로 활용될 만큼 보존상태도 양호하므로 서울시 기념물로 지정한다.

## 조사보고서
<남대문로 지하배수로>는 한국은행 사거리에서 을지로입구 방향의 남대문로 구간과 을지로 입구 사거리의 한 블록 북쪽인 남대문로9길 서쪽에서 동쪽으로 흐르는 소광통교 구간, 그리고 소광통교 북쪽 석축에서 소광통교와 합류하는 삼각동 구간으로 나누어진다.
남대문로 구간은 한국은행 사거리에서 소광통교 구간까지 약 550m 중 명동지하상가 공사 시 현대식 하수관으로 바뀐 약 112m와 1980년대 지하철 2호선 공사를 하면서 현대식 콘크리트 흄관으로 교체된 약 44m를 제외한 약 394m이며, 이는 다시 명동지하상가의 남쪽에 위치한 상류구간과 북쪽의 하류구간으로 나뉜다.
소광통교 구간은 길이 27.3m, 폭 6.0m인 석축으로 된 구간이며 석축 사이에는 2개의 교각구조물이 관로와 평행한 동서방향으로 벽처럼 세워져 있다. 남쪽 석축면 남대문로 구간과 만나는 부분에는 석재로 입구를 만들었다.
삼각동 구간은 소광통교 구간 북쪽 석축면에 연결되는 배수로로 길이 약 20m로 추정되고 있다. 벽면은 벽돌로 쌓았으며, 천정은 화강석으로 마감되어 있다.

### 남대문로 하류구간
롯데백화점 부근부터 남대문로를 따라 남대문로 9길까지이며 소광통교 구간과 98ﾟ의 각도로 만난다. 소광통교 구간과 만나는 60.1m구간에서 상류 쪽 조사 종점의 천정은 지면으로부터 1.24m 아래에 위치하며, 소광통교와 만나는 하류 쪽 종점은 지면으로부터 1.15m 아래에 위치하고 있어 바닥의 경사도는 0.73%이다. 소광통교 구간과 만나는 입구는 석재로 축조되어 있으며, 지하철 2호선이 지나는 구간 약 44m는 현대식 배수로로 교체되어있고 나머지는 조적식의 배수로이다.
관로의 내경은 1.47m이며 상부는 벽돌 37장으로, 하부는 잔자갈이 들어있는 콘크리트로 만들었다. 뒷채움 역시 잔자갈의 콘크리트로 하였는데 단면이 노출된 일부의 경우 뒷채움의 두께는 180mm로 측정되었다. 벽돌의 규격은 가로 210~220mm, 세로 105~110mm, 높이 60mm이다.
특히 이 구간에는 배수로의 일부분에 구멍을 내어 옆에 별도로 만든 조적식 맨홀이 확인되고 있다. 하부는 벽돌 길이쌓기와 마구리쌓기를 번갈아 박스 형태를 만들었으며, 상부는 말각 천정형식으로 지름을 줄여가며 원형을 만들었다. 하부 맨홀 박스는 820X710mm의 규모이며, 벽돌을 이용한 것으로 볼 때, 배수로와 조성시기가 동일한 것으로 추정되나 지선과 점검구의 이어지는 마감처리가 거칠고 배수로의 일부를 파괴하고 만든 것을 볼 때 지선이 완성된 후에 시설하였을 가능성도 있다.

### 남대문로 상류구간
한진건물 앞에 위치하며 지면에서 1.1~1.12m 아래에 위치한다. 관로의 내경은 1.38m이다. 상부는 벽돌 34장으로 하부는 콘크리트로 조성하였다. 상류와 하류는 같은 지선으로 비슷한 시기에 만들었을 것으로 추정되며, 다른 공법으로 한 이유는 불명이며 특히 이 두 가지 다른 공법의 배수로가 만나는 구간을 어떻게 처리했는지에 대해서는 해당구간이 명동지하상가로 유실되어 확인할 수 없다.

### 소광통교 구간
길이 27.3m, 높이 1.8~1.9m, 폭 6.0m이며, 석축으로 되어 있다. 서쪽 종점은 지면에서 0.9m 아래에서 위치하고 있으며, 동쪽 종점의 천정은 1.3m 아래에 위치하고 있어 바닥의 경사도는 0.41%이다.
석축은 가로, 세로 모두 300mm인 견치석을 이용하여 6단을 바른층으로 약 4~5ﾟ 들여쌓았다. 줄눈은 10mm내외의 막힌줄눈 형식으로 하였다. 바닥과 천정은 콘크리트로 되어 있으며, 석축과 천정이 만나는 모서리는 콘크리트로 약 45ﾟ로 마무리하였다.
사이에는 2개의 콘크리트 교각구조물이 배수로와 평행한 동서방향으로 벽처럼 세워져 있다. 구조물의 크기는 상부 410mm, 하부 230mm 내외이며, 간격은 1.9~2.09m이다.
석축 남쪽면에는 조적으로 된 남대문로 하류구간과 만나는 입구가 있는데 석재를 이용하여 원형으로 축조하였다. 총 18개의 사다리꼴로 다듬어진 석재를 이용하였으며 내경은 약 1.53m이다. 석재는 하부폭 248~273mm, 상부폭 333~336mm, 높이 253~297mm이며, 깊이는 547~882mm이다. 석재의 뒷길이는 벽돌로 구성된 상부와 만나는 곳은 610mm 내외
이며, 콘트리트로 된 하부와 만나는 곳은 860mm 내외로 달리하였으며, 뒤로 기울여 쌓아 구조적으로 안정적이다. 홍예석과 벽돌이 비교적 자연스럽게 만나는 것으로 보아 동일한 시기에 축조된 것으로 보인다.
북쪽면에는 삼각동에서 소광통교로 이어지는 벽돌식 출수구가 연결되어 있으며 입구의 크기는 가로 259mm, 세로 338mm이다.

### 삼각동 구간
소광통교 구간 북쪽 석축으로 이어지는 배수로로 바닥에서 1.22m 높이에 위치하고 있으며, 입구의 크기는 가로 259mm, 세로는 338mm이며 내부의 폭은 400mm, 높이는 벽돌 14장으로 835mm이다. 전체길이는 약 20m이다.
길이방향과 마구리방향으로 번갈아 쌓아 배수로의 벽면을 만들었으며 천정은 석재로 되어 있다. 입구는 콘크리트로 마감되어 있어 최초 축조 당시의 원형을 확인할 수는 없다. 입구 정면에서 좌측으로 360mm 떨어진 지점에 원형의 콘크리트관이 만들어져 있는데 그 당시에 같이 입구를 보강한 것으로 보인다.

## 적벽돌 지하배수로의 조성시기
조선시대 물길은 주로 석축으로 호안을 쌓고 개방하는 방식이었고, 이후 등장한 재료가 적벽돌과 콘크리트였으며, 1918년 시작된 경성 제1기 하수개수공사부터는 철근콘크리트관의 사용이라는 배수관 재료의 변화가 또 한번 일어나기 때문에 적벽돌과 콘크리트로 만든 배수관 조성시기의 하한은 철근 콘크리트관을 사용하기 시작한 1918년 이전이면서 하수 개수 계획이 본격적으로 실행되고 있지 못하였던 1915년 정도로 추정해 볼 수 있다.
한편, 함께 조사되었던 덕수궁 내 석재(石材) 지하배수로의 조성시기를 중화전 중건시기인 1902년 전후로 파악하면서 1900년대 초반에는 석재 사용의 전통이 지속되는 것으로 판단되며, 적벽돌의 생산량이 확대되기 시작한 탁지부 연와(煉瓦:벽돌)제조소의 출범(1907년)과 같은 시기에 생겨난 한성위생회의 등장으로 인해 적벽돌의 배수로가 조성되기 시작한 것으로 추론해 볼 수 있다.
남대문로 지하배수로는 「지적원도(1912년)」에서도 확인되지 않으며, 재료상으로도 전체가 적벽돌로 만들어진 서울광장 지하배수로와 달리 하부 절반에는 콘크리트가 도입되고 있어 조성시기가 더 늦은 것으로 추정되고 있다. 따라서 두 지하배수로의 조성시기는 대략 1907~1915년 사이로 보이며, 두 배수로 중 서울광장의 것이 남대문로 지하배수로에 비해 빨리 조성된 것으로 추정된다. 남대문로 지하배수로는 회현동천을 암거화(暗渠化)한 것이다.

## 전통~근‧현대로 계승된 토목문화유산으로서의 가치
남대문로 배수로는 원형의 단면 중 상부는 적벽돌, 하부는 콘크리트를 사용함으로써 하수관의 마모를 보강한 방식으로 판단된다. 이는 경성 제1기 하수개수공사가 시작된 1918년이후부터 서울시대 지하배수로에는 콘크리트를 보강한 철근콘크리트관을 부설하기 시작하는 등, 적벽돌 이후 콘크리트관으로 재료가 변화한다는 점을 통해서도 방증된다.
이러한 근대시기의 배수로에 대해, 영국‧프랑스‧일본 등의 선진국에서는 근대 시기의 도시 기반시설로서 상‧하수도 시설이 가진 토목기술적, 도시경관적 측면의 가치를 인식하고 이미 문화재로 지정하고 보존‧ 활용해오고 있다.
따라서 <남대문로 지하배수로>는 전국적으로 희소한 문화유산이자 서울시의 근대화 과정 및 도시발달사를 상징하는 유산으로서 중요한 가치와 의의가 있으며, 근대 토목사의 발전단계를 보여줌과 동시에 지금까지도 사용되고 있어 근대문화유산의 활용이 이루어지고 있다는 점에서도 학술적‧기술적‧문화적 가치가 높다. 또한 현재 그 보존상태도 양호하므로 서울시 기념물로 지정하여 보존하고자 한다.

## 같이 보기
- 서울광장 지하배수로 - 서울특별시 기념물 제38호
- 태평로2가 지하배수로 - 서울특별시 기념물 제41호
- 회현동천

## 참고 자료
- 남대문로 지하배수로 - 국가유산청 국가유산포털